# تپه گورستان مؤمن‌آباد
تپه قبرستان مؤمن آباد در شهرستان دامغان، بخش مرکزی، روستای مؤمن آباد واقع شده و این اثر در تاریخ ۲۵ اسفند ۱۳۷۹ با شمارهٔ ثبت ۳۵۴۲ به‌عنوان یکی از آثار ملی ایران به ثبت رسیده است.